# Льянес, Улиссес
Улиссес Льянес-младший (англ. Ulysses Llanez Jr.; родился 2 апреля 2001) — американский футболист, нападающий.

## Клубная карьера
Уроженец Линвуда, Калифорния, Льянес начал футбольную карьеру в академии клуба «Лос-Анджелес Гэлакси». 6 августа 2017 года дебютировал в составе «Лос-Анджелес Гэлакси II» в матче лиги USL против клуба «Финикс Райзинг». 22 апреля 2018 года забил свой первый гол в составе «Лос-Анджелес Гэлакси II» в матче лиги USL против клуба «Нью-Йорк Ред Буллз II».
2 апреля 2019 года, в день своего восемнадцатилетия, Льянес объявил о подписании контракта с немецким «Вольфсбургом».

## Карьера в сборной
Так как Льянес родился в США в семье выходцев из Мексики, он может выступать за национальные сборные любой из этих стран. В 2017 году он получал вызов в тренировочный лагерь сборной Мексики до 16 лет.
Выступал за юношеские и молодёжные сборные США до 16, до 17, до 18, до 19 и до 20 лет, отличившись забитыми мячами за каждую из них.
В 2018 году принял участие чемпионате КОНКАКАФ среди команд до 20 лет, забив на турнире 7 мячей, включая хет-трик в матче против сборной Американских Виргинских Островов.